# Station Hainin
Station Hainin is een spoorweghalte langs spoorlijn 97 (Bergen - Quiévrain) in Hainin, een deelgemeente van de Belgische gemeente Hensies.

## Treindienst
| Serie       | Treinsoort          | Route                                                                 | Bijzonderheden                                   |
| ----------- | ------------------- | --------------------------------------------------------------------- | ------------------------------------------------ |
| IC 14       | Intercity (NMBS)    | Quiévrain – Hainin – Bergen – Brussel-Zuid – Leuven – Luik-Guillemins | Rijdt alleen op werkdagen.                       |
| L 4650      | L-trein (NMBS)      | Quévy – Bergen – [ Doornik – Moeskroen ] / [ Hainin – Quiévrain ]     | Rijdt in het weekend tussen Bergen en Quiévrain. |
| P 7560/8560 | Piekuurtrein (NMBS) | Bergen – [ Hainin – Quiévrain ] / [ Doornik ]                         | Rijdt alleen op werkdagen.                       |
| P 7800/8800 | Piekuurtrein (NMBS) | Quiévrain – Hainin – Bergen – Brussel-Zuid – Schaarbeek               | Rijdt alleen op werkdagen.                       |
| P 7860/8860 | Piekuurtrein (NMBS) | Bergen – [ Hainin – Quiévrain ] / [ Doornik ]                         | Rijdt alleen op werkdagen.                       |

## Reizigerstellingen
De grafiek en tabel geven het gemiddeld aantal instappende reizigers weer op een week-, zater- en zondag.
| Tabel: aantal instappende reizigers station Hainin | Tabel: aantal instappende reizigers station Hainin | Tabel: aantal instappende reizigers station Hainin | Tabel: aantal instappende reizigers station Hainin |
|                                                    | Weekdag                                            | Zaterdag                                           | Zondag                                             |
| -------------------------------------------------- | -------------------------------------------------- | -------------------------------------------------- | -------------------------------------------------- |
| 1977                                               | 115                                                | 30                                                 | 27                                                 |
| 1978                                               | 100                                                | 68                                                 | 28                                                 |
| 1979                                               | 114                                                | 44                                                 | 30                                                 |
| 1980                                               | 82                                                 | 38                                                 | 24                                                 |
| 1981                                               | 138                                                | 38                                                 | 34                                                 |
| 1982                                               | 158                                                | 40                                                 | 52                                                 |
| 1983                                               | 144                                                | 44                                                 | 30                                                 |
| 1984                                               | 144                                                | 34                                                 | 28                                                 |
| 1985                                               | 137                                                | 40                                                 | 61                                                 |
| 1986                                               | 140                                                | 30                                                 | 61                                                 |
| 1987                                               | 178                                                | 65                                                 | 27                                                 |
| 1988                                               | 149                                                | 38                                                 | 26                                                 |
| 1989                                               | 163                                                | 28                                                 | 26                                                 |
| 1990                                               | 125                                                | 24                                                 | 20                                                 |
| 1991                                               | 135                                                | 27                                                 | 42                                                 |
| 1992                                               | 176                                                | 35                                                 | 43                                                 |
| 1993                                               | 224                                                | 31                                                 | 43                                                 |
| 1994                                               | 154                                                | 39                                                 | 8                                                  |
| 1995                                               | 152                                                | 22                                                 | 46                                                 |
| 1996                                               | 197                                                | 30                                                 | 18                                                 |
| 1997                                               | 203                                                | 37                                                 | 29                                                 |
| 1998                                               | 151                                                | 38                                                 | 28                                                 |
| 1999                                               | 170                                                | 40                                                 | 30                                                 |
| 2000                                               | 133                                                | 31                                                 | 36                                                 |
| 2001                                               | 210                                                | 42                                                 | 48                                                 |
| 2002                                               | 141                                                | 26                                                 | 30                                                 |
| 2003                                               | 173                                                | 35                                                 | 36                                                 |
| 2004                                               | 108                                                | 30                                                 | 36                                                 |
| 2005                                               | 171                                                | 34                                                 | 30                                                 |
| 2006                                               | 143                                                | 50                                                 | 34                                                 |
| 2007                                               | 230                                                | 40                                                 | 41                                                 |
| 2008                                               | -                                                  | -                                                  | -                                                  |
| 2009                                               | 175                                                | 51                                                 | 63                                                 |
| 2010                                               | -                                                  | -                                                  | -                                                  |
| 2011                                               | -                                                  | -                                                  | -                                                  |
| 2012                                               | 141                                                | 43                                                 | 35                                                 |
| 2013                                               | 115                                                | 26                                                 | 31                                                 |
| 2014                                               | 121                                                | 26                                                 | 18                                                 |
| 2015                                               | 139                                                | 32                                                 | 28                                                 |
| 2016                                               | 94                                                 | 38                                                 | 24                                                 |
| 2017                                               | 104                                                | 36                                                 | 42                                                 |
| 2018                                               | 69                                                 | 26                                                 | 18                                                 |
| 2019                                               | 100                                                | 39                                                 | 32                                                 |
| 2020                                               | 66                                                 | 35                                                 | 12                                                 |
| 2021                                               | -                                                  | -                                                  | -                                                  |
| 2022                                               | 77                                                 | 41                                                 | 30                                                 |
| 2023                                               | 69                                                 | 34                                                 | 32                                                 |
| 2024                                               | 57                                                 | 51                                                 | 36                                                 |

0,0: Bergen ·
4,7: Jemappes ·
6,9: Quaregnon ·
9,5: Saint-Ghislain ·
10,9: Boussu ·
13,2: Hainin ·
14,8: Thulin ·
19,5: Quiévrain